# Rob Davis
Robert Berkeley Davis (Carshalton, 1 oktober 1947) is een Britse glamrock-gitarist en songwriter. Hij werd bekend als gitarist van de band Mud.

## Biografie
Davis kreeg zijn eerste gitaar toen hij 11 jaar oud was en muziek werd een centraal onderdeel van zijn leven. In 1962, op 14-jarige leeftijd, vormden hij en Dave Mount de band The Apaches, met een Shadows-geluid. Hij en Mount bleven samenwerken in verschillende bands, waaronder The Baracudas en formeerden in 1964 The Remainders. Hij vervoegde zich bij The Mourners, die op zoek waren naar een leadgitarist en in 1966 hun naam veranderden in Mud.
Hij was een van de oprichters van de succesvolle glamrockband Mud uit de late jaren 1960 en 1970. Naast het spelen van leadgitaar, schreef hij een aantal nummers van de band. Hij schreef de eerste single Flower Power, die in oktober 1967 werd uitgebracht, maar niet veel succes oogstte. Hoewel hij geen van de nummers op de eerste twee volledige albums van de band heeft geschreven, schreef of schreef hij mee aan meer dan 45 nummers voor de band en hun daaropvolgende albums. Zijn eerste en grootste songwritinghit met Mud was L'L'Lucy, die in september 1975 #10 bereikte in de Britse hitlijsten. Het werd een grotere hit in België en Nederland, waar het zich plaatste op #12 en negen weken lang op #1. Davis schreef de B-kanten op twee van Muds grootste hits Tiger Feet en Dyna-Mite. De band ontbond in 1977.
Davis werkte met verschillende andere bands, waaronder The Tremeloes en The Darts, maar zijn inspanningen leverden weinig commercieel rendement op.
Hoewel Davis veel van de songs van Mud schreef, behaalde hij pas succes met het schrijven van songs, nadat de band ontbonden was. Na een toevallige ontmoeting met Paul Oakenfold eind jaren 1980, verplaatste hij genres van rock naar het schrijven van club- en danceteksten. Hij zou instrumentale nummers van producenten ontvangen en teksten opnemen. Hij begon te werken met Coco Star, schreef I Need A Miracle dat in 1996 werd uitgebracht en de opnieuw opgenomen versie die in 1997 werd uitgebracht, bereikte een piek op #39 in het Verenigd Koninkrijk.
In 2000 behaalde hij zijn grootste commerciële songwriting-successen. Fragma's Toca's Miracle werd Davis' eerste #1 hit en was een mashup van door Davis geschreven I Need a Miracle van Coco en het instrumentale Toca Me van Fragma. Het nummer werd uitgebracht op 10 april en kreeg lovende kritieken, met een piek op #1 in zowel het Verenigd Koninkrijk als Schotland. Er zijn meerdere heruitgaven die succes hebben behaald in de hitparade. Op 14 augustus bracht Spiller Groovejet (If This Ain't Love) uit, waaraan hij belangrijke lyrische ondersteuning bood. Het nummer bereikte #1 in vijf landen, waaronder het Verenigd Koninkrijk, Australië en Nieuw-Zeeland. Het eindigde op #8 in de Britse 2000 eindejaarshitlijsten.
In hun eerste songwritingsessie samen, schreven Davis en Cathy Dennis Can't Get You Out of My Head voor Kylie Minogue. Uitgebracht in 2001, was dit het eerste nummer met 3.000 airplays in een week in het Verenigd Koninkrijk, bereikte #1 in alle Europese landen op een na en verkocht meer dan 4 miljoen exemplaren. Davis en Dennis ontvingen een Ivor Novello Award voor het componeren van de meest uitgevoerde song van het jaar. Het nummer was oorspronkelijk bedoeld voor Sophie Ellis-Bextor, maar ze wees het af. Davis ontmoette al snel Kylie's A&R-manager Jamie Nelson, die het leuk vond en wilde dat Kylie het opnam. Hoewel Kylie niet de oorspronkelijk geselecteerde artieste was, geloofde Dennis dat Kylie de beste keuze was voor het nummer. De twee schrijvers werkten ook samen om in 2004 de single Everything to Me van Brooke Hogan te schrijven. Het nummer bereikte #1 in de Billboard Singles Sales hitlijst.
Bij de Grammy Awards van 2004 deelde Davis een Grammy met coproducent Philip Larsen (Manhattan Clique) en artieste Minogue, voor nog een Minogue-single Come into My World, in de categorie «Best Dance Recording». Het nummer bereikte #4 in Australië en piekte op #8 in het Verenigd Koninkrijk. Davis werkte ook samen met Jan Johnston, met wie hij zes nummers schreef, waaronder Am I On Pause. Zijn nieuwste commerciële werken bevat co-writing voor het nummer One Foot Boy van Mika's album The Boy Who Knew Too Much (2009).

## Tv-optredens
In december 2005 verscheen Davis in het Channel 4-programma Bring Back ... The Christmas Number One. In januari 2008 verscheen Davis in de BBC Four televisiedocumentaire Pop, What Is It Good For?. In december 2009 verscheen hij in het Channel 4-programma The Greatest Songs of the Noughties, met Can't Get You Out of My Head, gerangschikt op #9 (in een Top 20). In december 2018 verscheen Davis bij BBC One's Pointless Celebrities Christmas Special.
- Biblioteca Nacional de España: XX1686601
- International Standard Name Identifier: 0000 0001 2242 3707
- Library of Congress Control Number: nb2011005011
- MusicBrainz: 8a184178-86df-4b86-ab58-78c440c313c4
- Nationale Bibliotheek van Israël: 987007336594805171
- Virtual International Authority File: 53761693
- WorldCat: E39PBJf8t74DvKDpmhjpw9F3Qq